# Bronco Buster
Bronco Buster is een Amerikaanse western uit 1952 onder regie van Budd Boetticher.

## Verhaal
De ervaren rodeokampioen Tom Moody neemt de jonge, getalenteerde rodeorijder Bart Eaton onder zijn hoede. Hij blijkt een te duchten concurrent voor Tom. Bovendien legt hij het aan met zijn vriendin Judy Bream.

## Rolverdeling
| Acteur        | Personage    |
| ------------- | ------------ |
| John Lund     | Tom Moody    |
| Scott Brady   | Bart Eaton   |
| Joyce Holden  | Judy Bream   |
| Chill Wills   | Dan Bream    |
| Don Haggerty  | Dobie Carson |
| Dan Poore     | Dick Elliott |
| Casey Tibbs   | Rodeorijder  |
| Pete Crump    | Rodeorijder  |
| Bill Williams | Rodeorijder  |
| Jerry Ambler  | Rodeorijder  |
| Manuel Enos   | Rodeorijder  |